# Mike Parker
John Michael Parker (ur. 2 maja 1938 w Bridgnorth) – brytyjski lekkoatleta, płotkarz.
Odpadł w półfinale biegu na 110 metrów przez płotki na igrzyskach olimpijskich w 1964 w Tokio.
Zdobył srebrny medal w biegu na 60 metrów przez płotki na europejskich igrzyskach halowych w 1966 w Dortmundzie, przegrywając jedynie z Eddym Ottozem z Włoch, a wyprzedzając Hinricha Johna z RFN. Startując w reprezentacji Anglii zdobył srebrny medal w biegu na 120 jardów przez płotki na Igrzyskach Imperium Brytyjskiego i Wspólnoty Brytyjskiej w 1966 w Kingston, przegrywając jedynie ze swym rodakiem Davidem Hemerym. Odpadł w eliminacjach biegu na 110 metrów przez płotki na  mistrzostwach Europy w 1966 w Budapeszcie i na igrzyskach olimpijskich w 1968 w Meksyku.
Był mistrzem Wielkiej Brytanii (AAA) w biegu na 120 jardów przez płotki w 1964, wicemistrzem w tek konkurencji w 1960, 1963 i 1968 oraz brązowym medalistą w 1965. W hali był mistrzem Wielkiej Brytanii w biegu na 60 jardów przez płotki w latach 1964–1966, wicemistrzem w 196e oraz brązowym medalistą w 1967.
Kilkakrotnie poprawiał rekord Wielkiej Brytanii w biegu na 110 metrów przez płotki do rezultatu 13,9 s, uzyskanego 2 października 1963 w Budapeszcie. Był to również jego rekord życiowy.